# 山西路 (南京)
山西路是位于江苏省南京市鼓楼区内的一条道路，呈西南—东北走向，西南到江苏路圆环，与江苏路、宁海路、颐和路、珞珈路以及四卫头交汇；南侧与傅佐路交汇；东北端与中山北路交汇，接湖南路。
该处原是南京城北部一片荒地，1930年代根据首都计划，该路西端以西建成高级住宅区，1931年开辟此路。山西路与中山北路、湖南路路口一带逐渐形成南京城北的一处商业区，建有山西路百货大楼等。1990年代以后，其东侧的湖南路兴起为南京第二大商业圈，而山西路两侧地块也陆续改建为高层建筑，原设于此的一座基督教堂迁往附近的江苏路。
3路、8路、22路、42路、74路、78路、114路、318路、819路公共汽车通过本路。
该路保留至今的一座非高层建筑为山西路124号，原为中英庚款董事会，是负责办理中国学生前往英国留学事宜的机构，兴建于此路开辟初期的1937年，中国宫殿样式，杨廷宝设计。1946年徐悲鸿回到南京，傅厚岗住宅被人占住，即暂寓此处。1959年，鼓楼区政府迁此办公。
山西路139号原有一座基督教堂。1941年，基督徒赵淑英奉献自己的房产，改建为灵光堂。1946年，贾玉铭创立的中国基督教灵修学院，从重庆南山迁回南京，设于此处。后建成两层简易楼房。1958年南京市基督教实行联合礼拜，该堂与云南路26号的南京灵粮堂、韩家巷1号的黄泥岗聚会所、黄泥岗中华布道会鼓楼堂等合并，称基督教山西路堂。1966年教堂关闭，1982年恢复礼拜，1999年迁入江苏路60-10号新堂，并更名为基督教江苏路堂。